# 99-00
『99-00』は、NYANTORAの1枚目のアルバム。2001年5月9日、NOON RECORDSより発売。

## 解説
- SUPERCARのフロントマンであった中村弘二のソロプロジェクト・NYANTORAの1枚目のアルバム。
- アートワークはフルカワミキが担当
- 同時期に制作されたSUPERCARのFuturamaと同様、収録曲は次曲に繋がるよう編集されている。

## 収録曲
1. 2001 (3:04)
PVが制作されている。
2. Pantos (3:36)
3. THE SUN (3:38)
4. Shining (3:32)
5. END (3:57)

全作曲・編曲：中村弘二